# 1158 en santé et médecine
| Années de la santé et de la médecine : 1155 - 1156 - 1157 - 1158 - 1159 - 1160 - 1161    |
| Décennies de la santé et de la médecine : 1120 - 1130 - 1140 - 1150 - 1160 - 1170 - 1180 |

Cet article présente les faits marquants de l'année 1158 en santé et médecine.

## Fondations
- Fondation de l'hôtel-Dieu d'Abbeville, capitale du Ponthieu[1].
- Fondation de l'hôpital de Brolo (it) de Milan, par fusion des hôpitaux San Barnaba in Brolo et San Stefano alla Ruota[2].
- Imberte, parente de Raymond Bérenger, comte de Provence, fonde à Millau un hôpital « que le nombre de ses dépendances fait surnommer l'« hôpital-Mage[3] ».
- 1148-1158 : fondation à Oxford, en Angleterre, de l'hôpital de Cold Norton, par Avelina, dame de Norton, et Robert de Chesney (en), évêque de Lincoln[4].
- 1149-1158 : Raymond, évêque de Maguelone, promulgue les statuts de la léproserie Saint-Lazare de Montpellier, premiers règlements connus de cette sorte[5].

## Personnalités
- Fl. Jean, médecin, cité dans une charte de donation de Juhel II, seigneur de Mayenne, à l'abbaye de Savigny, en Normandie[6].
- Fl. Jean de Saint-Albans, docteur en médecine à Oxford, à ne pas confondre avec le médecin et théologien Jean de Saint-Albans († 1253)[7].

## Publication
- Hildegarde de Bingen publie son traité « des subtilités des créatures divines ou livre des plantes médicinales » (Subtilitatum diversarum naturarum creaturarum libri novem, sive Liber simplicis medicinae), plus connu sous le titre de Physica[8].